# Лясковиці (Ключборський повіт)
Лясковиці (пол. Laskowice, нім. Kiefernwalde; until 1936: Laskowitz) — село в Польщі, у гміні Лясовиці-Великі Ключборського повіту Опольського воєводства.
Населення — 936 осіб (2011).

## Демографія
Демографічна структура станом на 31 березня 2011 року:
|          | Загалом | Допрацездатний вік | Працездатний вік | Постпрацездатний вік |
| -------- | ------- | ------------------ | ---------------- | -------------------- |
| Чоловіки | 445     | 79                 | 304              | 62                   |
| Жінки    | 491     | 66                 | 308              | 117                  |
| Разом    | 936     | 145                | 612              | 179                  |